# フィッター
フィッター (英: fitter) は、英語で「仕立物屋」や「スタイリスト」のこと。
北大西洋条約機構では、ソ連の戦闘機に対してこの単語をNATOコードネームとして使用した。以下の機体に対して使用されたが、他のコードネーム一般の例に漏れず開発側の実態とは認識にずれがあるため使用にあたっては注意が必要。なお、コードネームの右に記す機種名は現在のものであり、コードネームが付与された当時にNATOに認識されていたものではない。
「フィッターA」(Fitter-A) - Su-7/B/BM/BKL/BMK
前線戦闘機Su-7とその発展型であるSu-7Bなどの戦闘爆撃機すべてに対し、NATOは「フィッターA」のコードネームを使用した。
「フィッターB」(Fitter-B) - Su-7IG
Su-7の発展型で、Su-17の試作機となったSu-7IG(設計局名:S-22)に対し、NATOは「フィッターB」のコードネームをつけた。
「フィッターC」(Fitter-C) - Su-17/M/20
Su-17とSu-17M、およびSu-17Mの輸出型であるSu-20やそれらの偵察機型などに対し、NATOは「フィッターC」のコードネームを使用した。
「フィッターD」(Fitter-D) - Su-17M2
Su-17M2やその偵察機型などに対し、NATOは「フィッターD」のコードネームを使用した。
「フィッターE」(Fitter-E) - ?
Su-17UM2に対しNATOは「フィッターE」のコードネームをつけたが、Su-17UM2という名称の機体は実在しないため、実際にこの機体がSu-17のいずれの派生型を指すのかは不明。「Su-17M2の複座型」と開設されることから、今で言うところの複座練習戦闘機型の初期型Su-17UMのことであると推測される。
「フィッターF」(Fitter-F) - Su-22
Su-17M2の輸出型であるSu-22やその偵察機型などに対し、NATOは「フィッターF」のコードネームを使用した。
「フィッターG」(Fitter-G) - Su-17UM3/22UM3/UM3K
Su-17UM3、およびその輸出型であるSu-22UM3やSu-22UM3Kに対し、NATOは「フィッターG」のコードネームを使用した。
「フィッターH」(Fitter-H) - Su-17M3
Su-22Mやその偵察機型などに対し、NATOは「フィッターH」のコードネームを使用した。
「フィッターJ」(Fitter-J) - Su-22M/3
Su-22MとSu-22M3、およびそれらの偵察機型などに対し、NATOは「フィッターJ」のコードネームを使用した。Su-22MとSu-22M3とでは搭載機器が異なり性能に大きな隔たりがあるが、外見上はよく似ている機体であるためNATOでは同一視していたようである。
「フィッターK」(Fitter-K) - Su-17M4
Su-17M4とその輸出型であるSu-22M4、およびそれらの偵察機型などに対し、NATOは「フィッターK」のコードネームを使用した。
なお、Su-7の複座練習戦闘機型であるSu-7U/UM/UMKには、「ムージク」(Mujik)というまったく別のコードネームが付与されている。